# Беєшть (Бузеу)
Беєшть, Беєшті (рум. Băești) — село у повіті Бузеу в Румунії. Входить до складу комуни Чернетешть.
Село розташоване на відстані 111 км на північний схід від Бухареста, 19 км на північ від Бузеу, 97 км на захід від Галаца, 99 км на схід від Брашова.

## Населення
За даними перепису населення 2002 року у селі проживали 63 особи, усі — румуни. Усі жителі села рідною мовою назвали румунську.